# Santa María de Heras
Santa María o Santa María de Heras es una localidad venezolana capital de la parroquia Monseñor Arturo Celestino Álvarez en el municipio Sucre del estado Zulia, al sur del lago de Maracaibo.
Fue fundada en 1682 como Santa María con la intención de servir como puerto para las poblaciones de Mérida y Trujillo en los Andes venezolanos. Debido a la Guerra de Independencia de Venezuela mermó el comercio con los Andes por lo que decayó la importancia del puerto. En 1821 José Rafael de Las Heras, un teniente coronel enviado por el General Rafael Urdaneta se encargó de defender de los ataques realistas la región, por ello luego se le agregó al nombre del puerto el apellido del prócer zuliano. Históricamente ha estado vinculado al antiguo cantón Gibraltar.
El área donde se encuentra Santa María es considerada por el Estado Mérida como de su jurisdicción, por lo que la zona se encuentra en disputa entre Mérida y Zulia. 